# Грунська сільська рада
Гру́нська сільська́ ра́да — колишній орган місцевого самоврядування в Охтирському районі Сумської області. Адміністративний центр — село Грунь.

## Загальні відомості
- Населення ради: 2 396 осіб (станом на 2001 рік)

## Населені пункти
Сільській раді були підпорядковані населені пункти:
- с. Грунь
- с. Аврамківщина
- с. Шолудьки

## Склад ради
Рада складалася з 16 депутатів та голови.
- Голова ради: Маляренко Валентина Олексіївна
- Секретар ради: Курило Лариса Василівна

### Керівний склад попередніх скликань
| Прізвище, ім'я, по батькові    | Основні відомості                                                                                     | Дата обрання | Дата звільнення |
| ------------------------------ | --- | ------------ | --------------- |
| Кудлай Олександр Григорович    | Сільський голова, 1958 року народження, член Української Народної Партії                              | 26.03.2006   | 01.02.2008      |
| Маляренко Валентина Олексіївна | Сільський голова, 1965 року народження, освіта середня спеціальна, член Соціалістичної партії України | 30.11.2008   | 31.10.2010      |
| Маляренко Валентина Олексіївна | Сільський голова, 1965 року народження, освіта середня спеціальна                                     | 31.10.2010   |                 |

Примітка: таблиця складена за даними сайту Верховної Ради України